# سرمقاوية
القبيلة السرمقاوية (الاسم العلمي: Chenopodieae) هي قبيلة نباتية تتبع الفصيلة القطيفية من رتبة القرنفليات.

## أجناس
- السرمق
- العانوبة